# Tachys litoralis
Tachys litoralis är en skalbaggsart som beskrevs av Thomas Casey. Tachys litoralis ingår i släktet Tachys och familjen jordlöpare. Inga underarter finns listade i Catalogue of Life.